# Shoulder-a-Coffin Kuro
Shoulder-a-Coffin Kuro (棺担ぎのクロ。～かいちゅうたびのわ～, Hitsugi Katsugi no Kuro – Kaichu Tabi no Wa) er en japansk mangaserie, der blev skrevet og tegnet af Satoko Kiyuzuki fra 2004 til 2018.
Serien består hovedsageligt af 4-billedestriber, hvoraf nogle er enkeltvis humoristiske, mens andre er mere dystre og tankevækkende og væver historien sammen. Som noget usædvanligt er alt uden om striberne holdt i sort, noget der ellers kun bruges i mangaserier til at signalisere tilbageblik med. Denne serie springer imidlertid frem og tilbage i tid gentagne gange. Tegnestilen er den såkaldte puni plush, der i stort omfang undgår lige linjer og i stedet fremhæver personernes ansigter og generelt får figurerne til at fremstå mindre og yngre end de faktisk er.
Serien startede i december 2004 i magasinet Manga Time Kirara, men efter udgivelsen af de to første bind blev den sat på hold i 2009 til fordel for mangakaens anden serie, GA Geijutsuka Art Design Class. I forbindelse med udgivelsen af dennes bind 4 27. oktober 2011 blev det imidlertid annonceret, at Shoulder-a-Coffin Kuro ville blive genoptaget 9. februar 2012, og at seriens bind 3 ville udkomme i Japan 27. januar 2012 – næsten fem år efter udgivelsen af bind 2. Serien sluttede i 2018, og senere samme år blev det syvende og sidste bind udgivet. Året efter blev der udgivet et ekstra bind med sidehistorier, Shoulder-a-Coffin Kuro Side Story: Tsuioku Tabunowa.
Serien er ikke oversat til dansk, men alle syv bind i den egentlige serie er oversat til engelsk af forlaget Yen Press.

## Plot
"Jeg bliver ved med at vandre ad de endeløse veje. Jeg vandrer og vandrer. Der er nogle, der søger filosofi, eventyr eller mening i livet ved at rejse, men jeg tror dette var, hvad jeg tænkte, mens jeg var på vejen: hvis verdenen kun var så stor som en håndflade, ville det have været meget nemmere at rejse."

Kuro, i indledningen til bind 2.
Kuro er en pige stort set klædt i sort og med en kiste så stor som hende selv på ryggen. Hun er en rejsende i et pseudo-europæisk landskab i tiden omkring 1910 men ikke for sin fornøjelses skyld. Sammen med den talende flagermus Sen søger hun en sort heks for at få ophævet den forbandelse, der hviler over dem begge. På vejen møder de mange forskellige mennesker, nogle gode, andre onde og atter andre decideret mærkelige. Nogle af dem antager Kuro for at være bedemand eller vampyr, andre at hun er en dreng. På sin rejse bliver bliver Kuro aldrig længe noget sted, men selv om folkene hun møder derfor aldrig lærer hende rigtigt at kende, gør hun alligevel et positivt og uudsletteligt indtryk på dem.
Undervejs finder Kuro og Sen de to små kattepigetvillinger Nijuku og Sanju. De ved ikke at professoren, der skabte dem, er død, så nu følges de med Kuro i deres egen søgen efter ham. For dem er hele verdenen ny og spændende, men for Kuro giver de med deres barnlige naivitet anledning til lige dele glæder og sorger.
Hvad det er for en forbandelse, der hviler over Kuro og Sen, og hvorfor hun bærer en kiste med sig, er derimod noget der først med tiden begynder at blive klart.

## Figurer
- Kuro (クロ, Kuro) er seriens hovedperson. Hun er næsten fuldstændig klædt i sort, og kun hendes mørkeblå hår og den hvide skjorte under den lange sorte jakke liver lidt op. På hovedet har hun en stor bredskygget hat, hun fik af en anden rejsende, der mente at en sådan bør en rejsende have til at skærme mod vind og vejr. Hvad der falder mest i øjnene er dog den kiste lige så stor som hende selv, hun bærer på ryggen. Den er tom og beregnet til hende selv, når hendes rejse engang er overstået. Hvad andre imidlertid ikke ser er, at det meste af hendes krop under tøjet er dækket af stadig mere sort farve, der smitter af på både de forbindinger, hun bærer over det, og den hvide skjorte. 
Da Kuro begyndte sin rejse var hun en lille lidt naiv pige, der ikke rigtig forstod hvor stor verdenen er, og som troede Sens gamle briller kunne gøre hende hurtigt klogere. Med tiden er hun dog blevet mere moden og dyster, om end hun dog stadig kan smile af og til. Brillerne bruger hun dog stadig. Hendes personlighed kan være svær at gennemskue, for hun kan være hård og alvorlig men også overraskende venlig og hjælpsom, alt imens hun komplicerer det ved ikke altid at forklare sine handlinger. Sine rejsekammerater har hun en lidt anstrengt forhold til, men hun ønsker dog dybest set ikke at give slip på nogen af dem. 
Hendes rigtige navn får læseren aldrig at vide, for hun synes selv, at det er for pinligt. I stedet vælger hun at kalde sig Kuro, der betyder sort, da hun møder Nijuku og Sanju, siden hun er fuldstændig klædt i netop sort.

- Sen (セン, Sen) var Kuros lærer, men den sorte heks forvandlede ham til ettusind flagermus. En af dem er dog på en måde ham selv, der taler og følger Kuro stort set overalt. De andre synes mest at opholde sig i Kuros kiste men bliver dog af og til lukket ud for at søge efter bestemte ting og personer. Er der ikke helt styr på dem, kan nogle af dem imidlertid godt finde på at flyve væk selv, så der må søges efter dem, så Sens "krop" kan forblive samlet. 
Sen er gerne sarkatisk og ikke synderligt venligt indstillet over for andre, hvis det da ikke lige involverer smukke kvinder og spiritus, som så til gengæld godt kan tiltrække både ham og de øvrige 999 flagermus, han består af. 
Sens navn er et ordspil på sensei, det japanske ord for lærer, og sen, det japanske ord for ettusind.

- Nijuku (ニジュク, Nijuku) og Sanju (サンジュ, Sanju) er to små kattepigetvillinger skabt af en i mellemtiden død professor, der studerede i det okkulte. De opholdt sig i en celle under hans hus, da Kuro fandt dem. De er for små til at forstå hvad død er, så nu følges de med Kuro og Sen i deres egen søgen efter professoren. For dem er hele verdenen udenfor ny og spændende, og de møder den med barnlig glæde, nysgerrighed og naivitet. Som børn flest kan de være lidt anstrengende til tider men formår alligevel at glæde både Kuro og dem de møder på deres vej. 
Nijukus navn er en kort form af ninjuuku, det japanske ord for niogtyve. Hun har sorte ører og hale, fordi Kuro smittede af, da de kom til at holde hænder. Sanjus navn er en kort form af sanjuu, det japanske ord for tredive. Hun har hvide ører og hale, sådan som Nijuku også havde til at starte med.

### Bifigurer
- Heksen på bakken (ゼンマイ丘の魔女, Zenmai oka no majo) er en venlig kvinde, der nok kaldes heks af de lokale, men ellers intet har med den heks at gøre Kuro søger. I stedet er hun en healer, der gør det i naturmedicin. Anderledes som hun er får hun sjældent gæster, så dem hun får, presser hun i sin glæde til at komme ind og spise og om muligt også overnatte, hvad enten de kommer bevidst eller bare vil spørge om vej.

- Kei (ケイ, Kei) er en rejsende på motorcykel. Han har en tendens til at havne i akavede og ubehagelige situationer men forstår til fulde at udnytte Kuros og de andres hjælp, når han støder på dem. Lidt for meget efter Kuros og Sens smag.

- Cho (チョウ, Chou) er en ung kvinde, der bruger et fly til at levere varer med. Også hun har mødt Kuro på sin vej.

- The Fibber Baron (ほら吹き男爵, Horafuki danshaku) er en gammel mand, Kuro og de andre møder kort før dennes død. Han er tilsyneladende dement og helt sikkert fuld af løgn og pral med sine usammenhængende beretninger. Men han ændrer karakter, når der er tvillingpiger involveret, for han har tilsyneladende selv mistet sine egne tvillingdøtre. Men hvad der faktisk er sandt i alt det han fortæller kræver dog nogen tålmodighed for Kuro at komme til bunds i. 
Hans originalnavn betyder "pralhals baron". I den engelske oversættelse er det blevet til Løgnebaronen.

- The black traveler (旅人, Tabibito) er en piberygende sortklædt rejsende med et hundeansigt Kuro mødte som ung. I modsætning til Kuro var han kendt og populær men fattede alligevel sympati for Kuro, og de endte med at redde hinanden ud af en uforskyldt tur i fængsel. Det kostede den sorte rejsende hans popularitet, men han tog det roligt, for han var typen, der rejste hvad vej vinden førte. Til gengæld kvitterede han for mødet ved at forære Kuro hans store bredskyggede hat, fordi han mente, at en sådan bør en rejsende have til at skærme mod vind og vejr.

- Mo (モー, Moo) var en pige Kuro mødte tidligt på sin rejse. Hun var en borgmesters selvglade datter, der mødte en sort heks og bad om selv at blive en heks som hende, så hun kunne bruge magi, når hun ville. En fatal fejltagelse for "som hende" betød at Mo selv blev dækket af stadig mere sort, og at alle andre i byen snart døde. Kuro valgte dog alligevel at tage sig af hende og blive hendes ven i hendes sidste smertefulde tid.

## Manga
| Bind       | Udgivet i Japan  | Japansk ISBN-nummer    |
| ---------- | ---------------- | ---------------------- |
| 1          | 11. april 2006   | ISBN 4-8322-7568-2     |
|            |                  |                        |
| 2          | 27. juni 2007    | ISBN 978-4-8322-7634-5 |
|            |                  |                        |
| 3          | 27. januar 2012  | ISBN 978-4-8322-7769-4 |
|            |                  |                        |
| 4          | 27. juli 2013    | ISBN 978-4-8322-4323-1 |
|            |                  |                        |
| 5          | 27. juni 2015    | ISBN 978-4-8322-4579-2 |
|            |                  |                        |
| 6          | 27. februar 2017 | ISBN 978-4-8322-4806-9 |
|            |                  |                        |
| 7          | 26. juli 2018    | ISBN 978-4-8322-4964-6 |
|            |                  |                        |
| Side Story | 27. februar 2019 | ISBN 978-4-8322-7073-2 |
|            |                  |                        |

## Hørespil-cd
En hørespil-cd med serien blev udgivet 25. juli 2007. Den har stemmer af blandt andre:
- Minami Takayama: Kuro
- Kyousei Tsukui: Sen
- Ai Tokunaga: Nijuku
- Ai Nonaka: Sanju

## Crossovers
I animeserien bygget over Satoko Kiyuzukia anden mangaserie, GA Geijutsuka Art Design Class kan Kuro ses i baggrunden i en scene i afsnit 2. I selvsamme serie minder et par af figurerne i øvrigt betydeligt om Kuro på hver deres vis: Kisaragi med sine briller og Professor med sin sorte hårfarve og personlighed.
I Shoulder-a-Coffin Kuro selv fortæller Kuro en selvglad prinsesse et dramatisk eventyr, der tydeligt er baseret på strategispillet Yggdra Union fra Dept Heaven-serien, hvor Satoko Kiyuzuki stod for det kunstneriske.